# Letheobia stejnegeri
Letheobia stejnegeri är en ormart som beskrevs av Loveridge 1931. Letheobia stejnegeri ingår i släktet Letheobia och familjen maskormar. Inga underarter finns listade i Catalogue of Life.
Arten förekommer i södra och sydvästra Kongo-Kinshasa och kanske i angränsande områden av Kongo-Brazzaville och Angola. Arten lever i kulliga områden vid cirka 750 meter över havet. Individerna lever i regioner där skogar och savanner bildar en mosaik. Honor lägger ägg.
För beståndet är inga hot kända. Hela populationen anses vara stabil. IUCN kategoriserar arten globalt som livskraftig.